# حصاة عريجين منصور
حصاة عريجين منصور كتلة صخرية تحوي العديد من النقوش الثمودية. تقع في منطقة القصيم وسط المملكة العربية السعودية.

## الوصف
هي أكمة صخرية تقع إلى الشمال من حصاة النصلة على مسافة 400 متر. وهي كتلة صخرية مرتفعة عما يحيط بها من الكثبان٬ تجلس على رقبة صغيرة بالنسبة إلى جزئها العلوي فتبدو عن بعد كالمائدة المستديرة المنصوبة٬ وكانت تعرف قديمًا بـ الزرير٬ وربما يكون شبهها الكبير بالعرجون هو الذي أدى إلى تسميتها باسمها الحالي. تعتبر حصاة عريجين كحصاة النصلة، إذ تقع على الطريق الدرب الذي يتجه من جنوب الجواء إلى شماله٬ كما أنها تحتوي على عدد من الرسوم الحيوانية والنقوش الثمودية النبطية.